# Ramazetter Jolán
Ramazetter Jolán, Ramazetter Laura Emília Jolán, külföldön: Jolanta Ramazetta (Veszprém, 1859. február 8. – ?, 1911 után ?) színésznő.

## Életútja
Apja Ramazetter Károly könyvkereskedő és nyomdász, anyja Gertner Karolina volt.
1876-ban kezdte tanulmányait a színészakadémián, melyet 1879-ben végzett el. Ezután Kolozsvárra szerződött, ahol május 12-én mutatkozott be A legújabb botrány c. színmű Letellier Júlia szerepében. 1880-ban Aradon és Kolozsvárt működött. Ez év június 4-én mint vendég fellépett a Nemzeti Színházban, Az idegen nő c. színmű Katalin szerepében, midőn így írt róla a Pesti Hirlap: »Arca és szemei szépek, kifejezők, hangja kellemes, csengő, társalgása elfogulatlan, természetes. Van benne hév, melegség, közvetlenség.« 1883. október havában a bécsi Burgtheater szerződtette, azután Berlin, majd 1886-ban Pétervár színpadjain aratott sikert. 1887-ben francia színésznőnek készült és meghívást kapott szeptemberben a Théâtre Français-hez. 1891. október 24-én a párizsi Ambigu-színház tagja volt. Itt Ramazetta néven lépett fel. Később férjhez ment és lelépett a színipályáról.
Staél Dergy Lajos nevű fia nyelvtanító és újságíró volt, 26 éves korában hunyt el Budapesten lövés következtében 1911. október 14-én. Egyes források szerint Josef Kainz (1858–1910) osztrák színésztől született.